# Maronesa

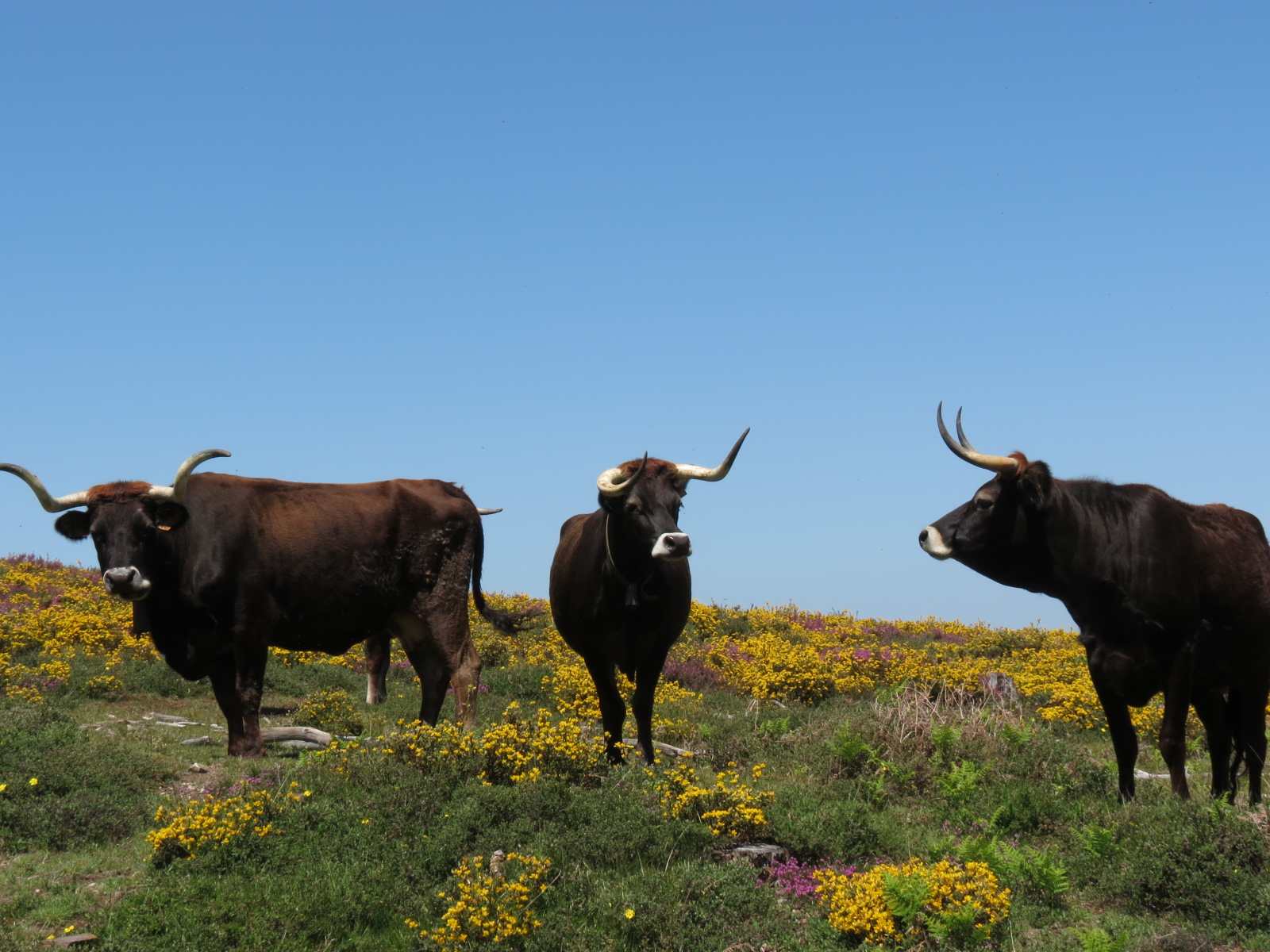
Maronesa-Rinder in der Serra do Alvão

Maronesa ist eine dem ausgerotteten Auerochsen, der Wildform der Hausrinder, ähnliche Rinderrasse aus Portugal. Ihr Name leitet sich von einem der höchsten Berge Portugals, dem Serra do Marão, ab.
Die ältesten Hinweise auf diese Rasse finden sich aus dem Jahr 1835. Lange hielt man Maronesa für eine Kreuzungszucht aus Mirandesa und Barrosã, heute ist sie als eigene Rasse angesehen. Genetische Untersuchungen haben gezeigt, dass Maronesa sich von anderen iberischen Rassen, auch den beiden vorgenannten, unterscheidet. Verwendet wurden Maronesa-Rinder hauptsächlich zur Feldarbeit in gebirgigen Regionen, vor allem bei Alvão und Marão.

## Aussehen und Beschreibung
Die Bullen sind wesentlich größer als die Kühe, dunkelbraun-schwarz gefärbt und verfügen oft über einen hellen Aalstrich und ein hell umrandetes Flotzmaul. Die Statur der Bullen ist muskulös und weist eine geschwungene Rückenlinie aufgrund der stark ausgeprägten Schulter- und Nackenmuskulatur auf. Ihr Schädel trägt sich abhebende Stirnlocken, deren Farbe von blond bis dunkelbraun variieren kann. Die Hörner sind dick und nach vorne geschwungen. Die Kühe sind wesentlich graziler als die Stiere, und oft auch wesentlich heller gefärbt – es gibt jedoch auch Linien mit eher dunkelbraunen Kühen. Die Hörner der Kühe sind ebenfalls nach vorne geschwungen, mitunter nach außen gedreht.
Maronesas entstammen dem portugiesischen Hochland und kommen mit dem rauen Klima dort zurecht. Einige Herden leben ohne menschliches Zutun und zeigen ihre natürlichen, an die Jahreszeiten angepassten Verhaltensweisen.
Maronesa werden vom Tauros-Programm gemeinsam mit anderen auerochsenartigen Rassen wie Pajuna, Sayaguesa, Maremmana primitivo, Limia-Rindern und anderen eingesetzt, um durch Abbildzüchtung ein dem Auerochsen ähnliches Rind zu züchten.

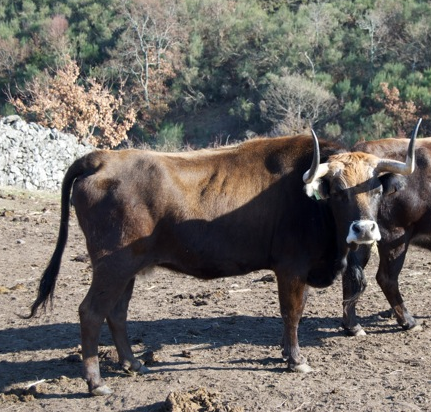
Kuh